# Лъжовно сърце
„Лъжовно сърце“ (на испански: Corazón que miente) е мексиканска теленовела, режисирана от Маурисио Родригес и Хосе Елиас Морено, и продуцирана от МаПат Лопес де Сатарайн за Телевиса през 2016 г. Версията, написана от Антонио Абаскал, Карлос Даниел Гонсалес и Данте Ернандес, е базирана на теленовелата Лабиринти на страстта от 1999 г., адаптирана от Мария дел Кармен Пеня и Куаутемок Бланко въз основа на сюжета на теленовелата Любовна измама от 1961 г., създадена от Каридад Браво Адамс. Със своите 70 епизода тази теленовела бележи завръщането към формата на кратките теленовели.
В главните роли са Телма Мадригал, Пабло Лиле и Диего Оливера, а в отрицателните – Алехандро Томаси, Дулсе Мария и Лурдес Рейес. Специално участие вземат Майрин Вилянуева и първите актьори Елена Рохо, Алексис Аяла и Ерик дел Кастийо.

## Сюжет
Мариела Салватиера губи дядо си, Мануел, при нещастен инцидент. Тя вярва, че е виновен Демян Ферер, зъл човек, който от години иска земите на дон Мануел. Мариела напуска страната заедно с Леонардо Дел Рио. Той, от своя страна, вярва, че Демян е замесен в смъртта на съпругата му. 15 години по-късно Мариела и Леонардо се завръщат готови да отмъстят за смъртта на любимите си хора. Мариела се влюбва в най-големия син на Демян – Алонсо. Мариела и Алонсо трябва да се борят с всички, които компрометират отношенията им, за да изживеят своята любовна история.

## Актьори
- Телма Мадригал - Мариела Салватиера Моран
- Пабло Лиле - Алонсо Ферер Кастеянос
- Диего Оливера – Леонардо Дел Рео Солорсано
- Дулсе Мария – Рената Ферер Хауреги
- Алексис Аяла – Даниел Ферер Билбатуа
- Алехандро Томаси – Демян Ферер Билбатуа
- Елена Рохо – Сара Саенс вдовица де Кастеянос
- Майрин Вилянуева – Лусия Кастеянос Саенс
- Лурдес Рейес – Рафаел Дел Морал Саенс де Ферер
- Мария Сорте – Кармен Осегера
- Алехандро Авила – Рохелио Медина Санчес
- Херардо Мургия – Едуардо Молинер Аредондо
- Ерик дел Кастийо – Мануел Салватиера Нери
- Рикардо Маргалеф – Кристиян Мена Соуса
- Алехандра Прокуна – Елена Солис Салдивар
- Ванеса Рестрепо – Денисе Шапиро Берланга
- Алехандра Хурадо – Амалиа Гонсалес де Валвидия
- Хорхе Ортин – Ное Валвидия Перес
- Джесика Мас – Карла Бустос др Молинер
- Фатима Торе – Летисия „Лети“ Валвидия Гонсалес
- Федерико Айос – Сантяго Ферер Кастеянос
- Емануел Паломарес – Лисандро Молинер Бустос
- Джесика Декоте – Флоренсия Молинер Бустос
- Давид Паласио – Хулио Солис Салдивар
- Моника Сорти – Марсия
- Артуро Муньос – Сефиро Идалго
- Джесика Сегура – Сирила Рейес
- Рикардо Креспо – Фабрисио Ориве
- Бенхамин Ислас – Марио Пресиадо
- Рубен Серда – Антонио Миранда
- Рикардо Вера – д-р Фаусто Овайе
- Лорена Алварес – Марта Савала
- Рикардо Гера – Санабрия
- Илияна де ла Гарса – Ева
- Висенте Торес – Понсиано
- Валентина Хасоури – Мариела Салватиера Моран (дете)
- Николас Кабайеро – Алонсо Фетер Кастеянос (дете)
- Сантяго Торес – Сантяго Ферер Кастеянос (дете)
- Монтсерат Грм – Летисия „Лети“ Валдивия Гонсалес (дете)

## Премиера
Премиерата на Лъжовно сърце е на 8 февруари 2016 г. по Canal de las Estrellas. Последният 70. епизод е излъчен на 14 май 2016 г.

## Екип
- Оригинална история – Каридад Браво Адамс
- Версия и либрето – Антонио Абаскал, Карлос Даниел Гонсалес, Данте Ернандес (базирани на адаптацията от Мария дел Кармен Пеня и Куаутемок Бланко)
- Литературна редакция – Мелисандра Лопес Нелио
- Литературен консултант – Марсела Угарте
- Сценография – Мария де лос Анхелес Маркес
- Декор – Паола Тровамала
- Дизайн на костюми – Синтия Сантяго, Фернанда Камарго
- Начална музикална тема – Corazón que miente
- Изпълнител – Давид Бисбал
- Автори – Евелин да ла Лус, Алберто Фортис
- Крайна музикална тема – Dejarte de amar
- Изпълнител – Дулсе Мария
- Автори – Паоло Тондо, Луис Алфредо Саласар
- Музикален координатор – Едуардо Диасаяс
- Музикален консултант – Рубен Сепеда
- Редактор продукция – Габриела Торес
- Редактори – Пабло Пералта, Маурисио Коронел, Йома Кармона
- Директори продукция – Нене Паласиос Гарса, Габриела Гутиерес
- Мениджър продукция – Артуро Портия
- Координатор продукция – Каролина Гаястеги
- Арт режисьор – Габриела Барбоса
- Асистент-продуценти – Асусена Мансия, Ситлали Кастийо, Сесилия Мурийо, Исак Кабайеро, Карлос Камара
- Асистент-оператори – Леонардо Дуран, Лорена Хименес
- Асистент-режисьори – Елиас Морено, Алваро Ласкано
- Продуцент – Марко Винисио Л. де Сатарайн
- Оператори – Оскар Моралес, Марко Винисио, Бернардо Нахера
- Режисьори – Маурисио Родригес, Хосе Елиас Морено
- Изпълнителен продуцент – МаПат Лопес де Сатарайн

## Награди и номинации
Награди TVyNovelas 2017
| Категория                           | Личност                                     | Резултат   |
| ----------------------------------- | ------------------------------------------- | ---------- |
| Най-добра теленовела                | Мапат Лопес де Сатарайн                     | Номинирана |
| Най-добър актьор в положителна роля | Пабло Лиле                                  | Номиниран  |
| Най-добър актьор в отрицателна роля | Алехандро Томаси                            | Номиниран  |
| Най-добър актьор в поддържаща роля  | Диего Оливера                               | Номиниран  |
| Най-добър пръв актьор               | Алексис Аяла                                | Номиниран  |
| Най-добра актриса в поддържаща роля | Мария Сорте                                 | Номинирана |
| Най-добро женско откритие           | Джесика Сегура                              | Номинирана |
| Най-добро мъжко откритие            | Федерико Айос                               | Номиниран  |
| Най-добър оператор                  | Марко Винисио Оскар Моралес Бернандо Нахера | Номинирани |

## Версии
- Любовна измама, мексикански игрален филм от 1955 г., с участието на Елса Агире и Рамон Гай.
- Любовна измама, мексикански игрален филм от 1970 г., с участието на Марикрус Оливие и Хорхе Риверо.
- Любовна измама, мексиканска теленовела от 1961 г., с участието на Ампаро Ривейес и Раул Рамирес.
- Любовна измама, мексиканска теленовела от 1968 г., с участието на Марикрус Оливие и Енрике Лисалде.
- Измамата, мексиканска теленовела от 1986 г., с участието на Ерика Буенфил и Франк Моро.
- Лабиринти на страстта, мексиканска теленовела от 1999 г., с участието на Летисия Калдерон, Франсиско Гаторно и Сесар Евора.

## В България
В България премиерата на теленовелата е на 27 април 2017 г. по Диема Фемили, последният епизод е излъчен на 3 август г. Второто излъчване на теленовелата започва на 6 август 2018 г. по Диема Фемили и завършва на 12 ноември. Третото излъчване на теленовелата започва на 10 юни 2019 г. по Диема Фемили, с разписание всеки делничен ден от 7:00 ч. и повторение от 1:30 ч.
| Озвучаващи актьори  | Йорданка Илова Петя Миладинова Силвия Русинова Светозар Кокаланов Георги Георгиев-Гого Николай Николов |
| Преводач            | Силвия Илиева                                                                                          |
| Тонрежисьори        | Димитър Кукушев Стефан Дучев                                                                           |
| Режисьор на дублажа | Димитър Кръстев                                                                                        |